# Pepe Sales
Josep Sales i Coderch, més conegut amb el nom artístic de Pepe Sales (Barcelona, 1954 - Vallclara, 1994), fou un poeta, compositor i pintor català. Formà part, com a cofundador i lletrista, del grup de rock Bocanegra. Després de morir, es publicà el poemari 50 cançons d'amor i droga com a testament artístic.

## Biografia
Nebot de l'escriptor Joan Sales i del pintor Gaietà Sales, era el vuitè d'onze germans d'una família de fortes conviccions cristianes. L'any 1973 ingressa a la presó Model de Barcelona, on romandrà dotze mesos, per possessió d'haixix. Vers el 1975, s'inicia en el consum d'heroïna, l'addicció a la qual no l'abandonarà mai. Vers el 1979, fa pública la seva orientació sexual gai en els àmbits familiar i social. L'any 1988, se li diagnostica la sida, malaltia de la qual morirà el 1994, als 39 anys.
La seva vida va estar marcada per les drogues, la seva homosexualitat, la presó franquista i la utopia revolucionària, que no contribuïren a facilitar la vida a Sales en uns anys difícils.
La seva música estava marcada estèticament per Rimbaud, Pasolini, Keith Richards i William Burroughs. Amb Víctor Obiols, que el definia com una persona "dotada d'una energia especial fora de l'ordinari" van fundar el grup de rock Bocanegra el 1984. Durant quatre anys, Sales fou l'ideòleg del grup, escrigué les lletres de les cançons, va fer de mànager, etc. Obiols va definir la seva tasca com a músic dient que "Aquestes lletres de cançons són una part important de l'univers personal que Pep va crear per a ell i per nosaltres. En elles trobem biografia, imagineria, pensament...".
Aquestes Cançons d'amor i droga, han estat cantades per Albert Pla, que va conèixer Sales a través de Rafael Moll i Lulú Martorell, periodista i amiga íntima del poeta. Amb aquest material i amb l'ajut de Judit Farrés (actriu, cantant, clarinetista i disc jockey), Albert Pla va presentar les seves Cançons d'amor i droga durant un mes a l'Espai Lliure, a Barcelona. També en va publicar el disc, dos CD que constitueixen una obra immensa. El primer CD està cantat en català i té 19 temes (en un d'ells col·labora amb Gerard Quintana de Sopa de Cabra). El segon CD, amb 12 cançons en castellà (inclou la col·laboració de Robe Iniesta).
Sales morí de sida un mes abans de complir 40 anys d'una vida complicada, marginal i creativa. Poeta, pintor i músic autodidacte, deixà el seu testament artístic en el Quadern 50.

## Obra
Influït per l'ambient familiar, comença a pintar essent encara un nen. El 1978 presenta la seva primera exposició, titulada Junk Praxis, al Teatre Lliure de Gràcia.
Vers els 14 anys comença a compondre cançons. Més endavant, coneix Peter Sinfield, lletrista del grup anglès King Crimson, amb qui l'unirà una forta amistat al llarg dels anys. El 1984 funda, amb el també poeta Víctor Obiols, el grup Bocanegra. Entre 1989 i 1991 fou director artístic del programa cultural Glasnost, emès al circuit català de TVE.
- 50 cançons d'amor i droga Arxivat 2011-02-13 a Wayback Machine.. Poemari pòstum inèdit, disponible a internet. Edició de Lulú Martorell
- Bocanegra: Bocanegra U, 1986 (CD, 2006)
- "Sense re, sense remei" (LaBreu Edicions, 2009) dins la col·lecció alabatre, recull sota l'edició de Martí Sales i Lulú Martorell, el poemari complet de Pepe Sales, publicant els dietaris i correspondència de l'autor en diverses èpoques de la seva vida, així com una mostra d'obra pictòrica i retrats fotogràfics.

## Influència artística
- Albert Pla: Cançons d'amor i droga. Pla es fa el Sales (2003)
- Víctor Bocanegra: Bloc de lírica dura. Homenatge a Pepe Sales (2006)
- El 7 de juliol de 2007 va tenir lloc al Teatre-Auditori de Granollers l'homenatge Nit d'amor i droga - Una nit amb Pepe Sales, que va comptar amb la participació dels cantautors Albert Pla, Nacho Vegas, Víctor Bocanegra, Mazoni i Jordi Busquets. Produït per Rafael Moll, l'espectacle va enquadrar-se en el cartell del Festival Trobadors i Joglars del Vallès Oriental.